# Cheumatopsyche morsei
Cheumatopsyche morsei är en nattsländeart som beskrevs av Gordon 1974. Cheumatopsyche morsei ingår i släktet Cheumatopsyche och familjen ryssjenattsländor. Inga underarter finns listade i Catalogue of Life.